# Куделка, Джеймс
Джеймс Куделка (англ. James Kudelka) — современный канадский балетный танцовщик, хореограф, администратор и балетный педагог, согласно Канадской энциклопедии — ведущий хореограф своего поколения в Канаде. Работал в основных канадских балетных труппах, в том числе как художественный директор Национального балета Канады в 1996—2005 годах. Офицер ордена Канады (2005), лауреат Премии генерал-губернатора (2023).

## Биография
Родился в Ньюмаркете (Онтарио) в 1955 году. Проявил себя как хороший полухарактерный танцор, но уже во время учёбы в Национальной балетной школе Канады начал работать как хореограф. В дальнейшем не прекращал эту деятельность в годы выступлений в качестве танцовщика с Национальным балетом Канады (1972—1981) и труппой Les Grands Ballets Canadiens (1981—1990).
Первый спектакль Куделки как хореографа с Национальным балетом Канады, «Соната» (на музыку Франка), поставлен в 1973 году. Хореография Куделки отличалась подчёркнутым драматизмом. Он получил многочисленные положительные отзывы критиков за такие спектакли как «Вечеринка» (англ. A Party, 1976, на музыку Бриттена) и «Вашингтон-Сквер» (1977, на музыку Бейкера), ставший его первой полностью сюжетной работой. Переход из Национального балета в Les Grands Ballets Canadiens Канадская энциклопедия связывает с неудовлетворённостью атмосферой на старом месте службы, где Куделка жаловался на отсустствие условий для творчества.
На новом месте хореография Куделки стала менее драматичной, что проявилось в том числе в постановках In Paradisum (1983) и «Союзы» (англ. Alliances, 1984). С 1984 по 1990 год он был штатным хореографом Les Grands Ballets Canadien. Одновременно с этим сотрудничал и с другими танцевальными коллективами, включая Les Ballets Jazz de Montréal, балет Джоффри, балет Сан-Франциско и Американский театр балета. В это время его наиболее заметными работами стали постановка «Внезапно, последняя зима» (фр. Soudain, l’hiver dernier), подготовленная в 1987 году для коллектива Montréal Danse, и «Там, внизу» (англ. There Below, BalletMet, Колумбус, 1989).
В начале 1990-х вернулся в Национальный балет (с 1992 года — штатный автор), хотя продолжал сотрудничать и с другими труппами. В 1990 году поставил для Национального балета спектакль «Пастораль» на музыку 6-й симфонии Бетховена. В 1995 году впервые отметился переработкой классического русского балета («Щелкунчик»), и успех постановки способствовал назначению Куделки художественным директором Национального балета в 1996 году. В этот период, однако, труппа переживала экономические трудности, связанные с уменьшением государственного финансирования. Куделке пришлось урезать штат танцоров и начать кардинальный пересмотр репертуара. Это заставило его разработать новую концепцию репертуара классического балетного театра в XXI веке. В период работы художественным директором он заказал несколько балетов у бывших танцоров труппы — Матьяша Мрозевского и Доминики Дюме, а также у известного монреальского модерниста Жана-Пьера Перро. В репертуар вошли несколько спектаклей из наследия Джорджа Баланчина. Среди наиболее удачных собственных работ Куделки в этот период были полные переработанные версии «Лебединого озера» (1999) и «Золушки» (2004) — последняя быстро приобрела такую популярность, что её поставили также Бостонский балетный театр и Американский театр балета. Два спектакля Куделки были впоследствии экранизированы для телевидения: «Времена года» (постановка 1997 года по одноимённому произведению Вивальди) и «Жар-птица» Стравинского (2000). Среди других работ хореографа были «Актриса», поставленная как бенефис балерины Карен Кейн в 1994 году и занимавшая важное место в её прощальном турне 1997 года; «Контракт» — экспериментальная трактовка истории Гамельнского крысолова (2002); и полная балетная адаптация водевиля XIX века «Соломенная шляпка» (2005).
В 1998 и 2004 году Национальный балет Канады с успехом гастрлировал в США, при этом турне 1998 года стало для него первыми зарубежными выступлениями за почти целое десятилетие. Однако административная работа и обязанности, связанные с поддержанием публичных отношений вызывали у Куделки неприятие, и в 2005 году он ушёл с поста художественного директора, оставшись при этом штатным хореографом. В 2008 году он был также назначен штатным хореографом коллектива современного танца Coleman Lemieux & Compagnie (Citadel + Compagnie, Торонто), с которым впервые начал сотрудничать за два года до этого. В этом театре он отметился экспериментальными постановками: «Из Дома радости» (англ. From the House of Mirth, 2012) объединяет элементы танцевального спектаткя и оперы, а в «Малькольме» (2014) сам хореограф появляется на сцене как мастер-кукольник, управляющий марионетками.
Помимо театральной работы, занимался преподаванием, в том числе в ванкуверской танцевальной академии Arts Umbrella, Национальной балетной школе и Университете Райерсона. В 2005 году произведён в офицеры ордена Канады, в 2020 году включён в Зал славы танца Канады, в 2023 году удостоен Премии генерал-губернатора в области сценических искусств.